# Chaerilus variegatus
Espèce
Synonymes
- Chaerilus variegatus nigricolor Pocock, 1899

Chaerilus variegatus est une espèce de scorpions de la famille des Chaerilidae.

## Distribution
Cette espèce est endémique de Java en Indonésie.

## Description
L'holotype mesure 28,5 mm.
Le mâle décrit par Lourenço, Duhem et Leguin en 2010 mesure 38,5 mm et la femelle 38,9 mm.

## Publication originale
- Simon, 1877 : Études arachnologiques. 6e mémoire. X. Arachnides nouveaux ou peu connus. Annales de la Société Entomologique de France, sér. 5, vol. 7, p. 225-242 (texte intégral).